# Valentin Wirthwein
Valentin Wilhelm Wirthwein (* 24. Dezember 1806 in Biebesheim; † 11. September 1881 in Fürfeld) war ein hessischer Pfarrer und Politiker und Abgeordneter der 2. Kammer der Landstände des Großherzogtums Hessen.
Valentin Wirthwein war der Sohn des Pächters auf Lusthausen Leonhard Wirthwein und dessen Ehefrau Anna Maria. Wirthwein, der evangelischen Glaubens war, heiratete Katharina geborene Pfeffer.
Wirthwein studierte ab 1827 Theologie an der Universität Gießen und wurde 1835 Vikar in Wingertshausen und 1836 in Eschenrod. 1837 war er Rektoratsverwalter in Homberg und von 1837 bis 1842 Mitprediger in Ober-Ofleiden. Von 1842 bis 1854 war er Pfarrer in Breungeshain, von 1854 bis 1867 in Merlau und von 1867 bis 1881 in Fürfeld.
Von 1849 bis 1850 gehörte er der Zweiten Kammer der Landstände an. Er wurde für den Wahlbezirk Oberhessen 9/Schotten gewählt.